# はじめてのチュウ
『はじめてのチュウ』は、あんしんパパのシングル。1990年5月1日に日本コロムビアから発売された。1993年5月1日（CODC-182）、1995年11月1日（CODA-826）に8cmCDで再発されているが、それぞれカップリング曲は異なる。

## 概要
イントロ（序奏）に続いて、キスを初めて経験した少年の心中が歌われる。
「あんしんパパ」は実際には存在しない架空の歌手であり、実際に歌っているのは作詞・作曲者の実川俊晴である。録音時にテープを半分のスピードで回しながらゆっくり歌い、再生時には通常のスピードで再生するという手法によって、エフェクト処理を施したような可愛らしい歌声を作り出した。
なお、ボイスチェンジャーを用いて音程を調整するだけではこのような可愛らしい歌声にはならず、オープンリールデッキ等のように速度制御ができる特殊な録音機材が必要であるという。実川はこれ以外にも更なる録音上の工夫があると述べているが、その詳細については「企業秘密」として明らかにしていない。
実川によるとこの曲を制作したきっかけは早回しを使って楽曲を制作しようというアイデアが最初にあって、次にネズミやハムスター、ビーバー等の鳴き声「チュウ」を思いつきそこからキスを連想し、ラブストーリーを設定、歌詞を書いていったという。
アニメ『キテレツ大百科』の4代目オープニング曲として使われ、『すいみん不足』にオープニング曲変更後はエンディング曲に移行。その後、他の曲に変更された後に再び使われることが2度あり、計3度エンディング曲として使われた。全331話中、エンディング曲としては最終回を含め計172話、オープニング曲時代を合わせると194話で使用されており、同アニメに使用された楽曲中最多となる。
『朝日新聞』1993年1月13日付朝刊によると、1993年1月時点でCDとテープを合わせて約2万枚を売り上げている（発売元のコロムビアの発表。1993年当時、アニメソングは1万枚でヒットとされる）。1995年のシングルは10万枚を超えた。
1995年11月1日（日本コロムビア COCC-13006）発売のアルバムにはアルバム用ニューバージョンが収録された。
2019年3月1日には、ソニー・ミュージックエンタテインメントのアニメソング人気投票キャンペーン「平成アニソン大賞」において企画賞（1989年 - 1999年）に選出された。

## My First Kiss
Hi-STANDARDが「はじめてのチュウ」の歌詞を英訳したものを「My First Kiss」として発表し、ミニアルバム『Love Is A Battlefield』に収録された。1箇所だけ「はじめての」という箇所を日本語で歌っている。この英訳は、その後の数々のカバーで使用されている。
2006年には日産・セレナのCMソングとしてガガガSPバージョンが使用された。
2010年アサヒビール「くつろぎ仕込」CMソングとして使用、2016年には、スズキ・バレーノのCMソングとしてラスマス・フェイバーバージョンが起用された。

## あんしんパパ

### 1990年版シングル
1. はじめてのチュウ（歌：あんしんパパ）
  - 作詞・作曲・編曲：実川俊晴
2. メリーはただのともだち（歌：藤田淑子）
  - 作詞・作曲・編曲：実川俊晴

### 1993年版シングル
1. はじめてのチュウ（歌：あんしんパパ）
2. お料理行進曲（歌：YUKA）
  - 作詞：森雪之丞／作曲・編曲：平間あきひこ
3. はじめてのチュウ（オリジナル・カラオケ）
4. お料理行進曲（オリジナル・カラオケ）

### 1995年版シングル
1. はじめてのチュウ（歌：あんしんパパ）
2. はじめてのチュウ（オリジナル・カラオケ）

### 2010年配信のみ（歌：あんしんパパ）
1. はじめてのチュウ（AG弾き語りバージョン）
  - 作詞・作曲：実川俊晴
2. はじめてのチュウ（ヘブンリー・ライブバージョン）
  - 作詞・作曲：実川俊晴

## あんしんグランパパ （実川俊晴による生声セルフカバー）

### 2010年配信のみ
1. はじめてのチュウ（AG弾き語りバージョン）
  - 作詞・作曲：実川俊晴
2. はじめてのチュウ（ヘブンリー・ライブバージョン）
  - 作詞・作曲：実川俊晴

## カバー
はじめてのチュウ
- 木村拓哉（1995年、ライブビデオ『SMAP 007 MOVIES〜Summer Minna Atsumare Party』収録）
- LAMUSE（中川亜紀子、小谷伸子、小泉理奈、山口克子）（1999年、アルバム『LAMUSE』収録）
- 桑田佳祐（2000年、ライブイベント『Act Against AIDS '00 「桑田佳祐が選ぶ20世紀ベストソング」』にて披露）
- LUVandSOUL（2001年、シングル「はじめてのチュウ」収録）
- 山崎まさよし（2006年、TBS『U-CDTV』にて披露）
- momo-i（2007年、カバーアルバム『ファミソン8BIT』収録）
- 奈良柚莉愛（2008年、コンピレーションアルバム『おうた -Sing and Smile with Kids-』収録）
- Little whisper（2009年、カバーアルバム『SWEETS HOUSE 〜for J-POP HIT SHERBET〜』収録）
- 河合夕子（2010年、オムニバスアルバム『大人気テレビのうた ベストヒット20』）
- 赤城みりあ（黒沢ともよ）（2013年、コンピレーションアルバム『THE IDOLM@STER CINDERELLA MASTER Passion jewelries! 001』収録）
- n/ （2020年、配信アルバム『Best Practice 1 -Cover Songs Selection-』収録）
- 松本まりか（2021年、サントリー『鏡月』CMにて披露[6]）
- 武内駿輔（2021年、ものまねグランプリ ザ・トーナメント2021 1回戦で披露）
- TRIX（2021年、アニソン・カバーアルバム『CoverX』収録）
- つるの剛士｢はじめてのチュウ～Kissバージョン～｣ - キヤノン ｢EOS Kiss X6i｣CM曲として使用

My First Kiss
- Hi-STANDARD（2000年、シングル「Love Is A Battlefield」c/w収録）
- ガガガSP（2008年、シングル「神戸駅」c/w収録）
- アンドリューW.K.（2008年、カバーアルバム『一発勝負〜カヴァーズ』収録）
- クレモンティーヌ（2010年、カバーアルバム『アニメンティーヌ 〜ボッサ・ドゥ・アニメ〜』収録(タイトルは邦題「はじめてのチュウ」英題「My First Kiss」)）
- ラスマス・フェイバー（2010年、カバーアルバム『ラスマス・フェイバー・プレゼンツ・プラチナ・ジャズ 〜アニメ・スタンダード〜』収録(タイトルは邦題「はじめてのチュウ」英題「Hajimete no Chuu (My First Kiss)」)）
- Fuki（2016年、アルバム　キミへ〜Love Song Collection〜）

## その他
- 小田急電鉄・向ヶ丘遊園駅　2011年9月3日の藤子・F・不二雄ミュージアム開館に合わせ、最寄駅の1つである同駅の下りホーム電車接近メロディとして、この曲が使用されている。